# E10K
ビジネスケータイ E10K（ビジネスケータイ イーいちゼロケー）は、京セラが日本国内向けに開発した、auブランドを展開するKDDIおよび沖縄セルラー電話のCDMA 1X WIN対応携帯電話である。

## 概要
既存のK006（KY006）を基に再設計・再開発し、法人向けに特化したフィーチャー・フォン。ベースとなったK006と異なりおサイフケータイには非対応となっている。

## 沿革
- 2011年（平成23年）9月26日 - KDDI、および京セラより公式発表。
- 2011年10月7日 - 全国にて一斉発売。
- 2012年（平成24年）7月22日 - L800MHz帯（旧800MHz帯・CDMA Band-Class 3）によるサービスの停波によりそれ以降はN800MHz（新800MHz帯・CDMA Band-Class 0）帯および2GHz（CDMA Band-Class 6）帯の各サービスで利用する事となる。

## 対応サービス
- すぐ文字®
- ラッピングメール
- エモーションメール®
- 漢字チェック
- ワンタッチ文字サイズ切替
- 長持ちモード
- とじるとロック
- 遠隔ロック
- 遠隔マナー解除
- 自動マナー
- ICレコーダー
- カウントダウンタイマー
- グラフィックメモ
- ビジネスケータイフィルタリングサービス WEBフィルタリング機能
- Business EZ
- ビジネスケータイフィルタリングサービス メールフィルター一括設定
- ケータイ de 会社メール

など
| 主な対応サービス                                                                        | 主な対応サービス                                        | 主な対応サービス                          | 主な対応サービス                                     |
| --------------------------------------------------------------------------------------- | ------------------------------------------------------- | ----------------------------------------- | ---------------------------------------------------- |
| LISMO! (着うたフル) (着うたフルプラス) (LISMOビデオクリップ) (LISMO Video) (LISMO Book) | 着うた／着うたミニ (ハイクオリティステレオ(HE-AAC)対応) | EZケータイアレンジ ティーンズモード       | Bluetooth                                            |
| EZチャンネルプラス                                                                      | EZニュースフラッシュ EZニュースEX （EZweb版のみ対応）   | Touch Message                             | EZFeliCa                                             |
| PCサイトビューア                                                                        | じぶん銀行アプリ                                        | EZアプリ(B)                               | オープンアプリプレイヤー                             |
| ケータイ de PCメール                                                                    | デコレーションメール                                    | デコレーションアニメ                      | au one メール                                        |
| EZナビウォーク                                                                          | EZ助手席ナビ                                            | 安心ナビ                                  | 災害時ナビ                                           |
| 移動経路通知                                                                            | 居場所通知 フェイク着信                                 | グローバルパスポート （レンタルサービス） | au Smart Sports （Karada Manager） (Run&Walk) (Golf) |
| Wi-Fi WIN (無線LAN) auフェムトセル                                                      | 赤外線通信 (IrDA)                                       | au BOX                                    | PCドキュメントビューアー                             |

など

## 注
1. ↑  2012年7月23日より利用不可